# Chatino de Zenzontepec
El chatino de Zenzontepec, chatino septentrional o chatino occidental alto és una llengua mesoamericana, una varietat del chatino, membre de la família lingüística otomang. No té gaire mútua intel·ligibilitat amb les altres varietats del chatino. És parlada per un dels més aïllats grups chatins d'Oaxaca als municipis de Santa Cruz Zenzontepec, San Jacinto Tlacotepec, i l'antic Santa María Tlapanalquiahuitl.